# Hawaiiansk pidginengelska
Hawaiiansk pidginengelska (eget namn: Hawaii Pidgin eller Pidgin) är ett engelskbaserat kreolspråk som talas i Hawaii. Språket anses inte vara hotat. Dess närmaste släktspråk är bland annat bislama och tok pisin.
Européerna började anlända till Hawaii i slutet av 1700-talet och snart blev ögruppen en viktig etapp i resor mellan Nordamerika och Asien. Handelsskepp kom med pidginengelska från Kina. Då sockerplantager blev vanligare, kom det många gästarbetare från bland annat Japan, Portugal och Filippinerna. I början användes engelska eller pidginhawaiiska men senare uppstod det ett behov av ett gemensamt språk.
Pidginengelska är inte ett officiellt språk i Hawaii men eftersom delstatens tv officiella språk är engelska och hawaiiska, kan största delen av dem som är uppvuxna på öarna åtminstone lite pidgin. Kodväxling mellan engelska och pidgin är vanlig.
Språket skrivs med det latinska alfabetet. Bibeln översattes för första gången till pidginengelska år 2019.

## Lexikon
| Pidginegelska | Svenska       |
| ------------- | ------------- |
| Broke da mout | smaklig       |
| Chicken skin  | gåshud        |
| Fo' what?     | varför?       |
| Howzit?       | hur är läget? |
| Keiki         | barn          |
| Lua           | toalett       |
| Talk stink    | tala illa     |